# Società Sportiva Juve Stabia 2025-2026
Questa voce raccoglie le informazioni riguardanti la Società Sportiva Juve Stabia nelle competizioni ufficiali della stagione 2025-2026.

## Stagione
La stagione 2025-2026 sarà per la Juve Stabia la 7ª partecipazione nella seconda serie del Campionato italiano di calcio.
Il 10 giugno 2025 la società annuncia la risoluzione contrattuale del mister Guido Pagliuca; al suo posto, viene ingaggiato Ignazio Abate.
I gialloblù svolgeranno il ritiro precampionato a Castel di Sangro, dal 10 al 20 luglio 2025.

## Divise e sponsor
Per la stagione 2024-2025 lo sponsor tecnico è Givova, i main sponsor sono Plinio medical center, La Minopoli e Starcasinò.sport, mentre il back sponsor è Expert. FRIMM Immobiliare e Ds Glass saranno i top sponsor.
| Casa | Trasferta | Terza divisa |

## Organigramma societario
Tratto dal sito ufficiale.
Area direttiva
- Presidente: Andrea Langella[8][9]
- Vice presidente: Vincenzo D’Elia
- Amministratore Unico: Filippo Polcino
- Direttore generale: Ferdinando Elefante
- Direttore operativo: Oreste La Stella

Area sanitaria
- Responsabile: Giuseppe Aucello
- Medici sociali: Giovanni Porpora
- Staff Sanitario: Ciro Nastro, Mario Aurino, Gaetano Nastro

Area organizzativa
- Segretario generale: Alfonso Manzo
- Club Manager: Sebastiano Vaia
- Team Manager:	Giuseppe Di Maio
- Operation manager: Bartolo Aprea[10]
- Strategic Advisor: Vincenzo Busiello
- Addetto agli Arbitri: Pasquale Sergio
- Responsabile dell’Organizzazione e Sicurezza dello Stadio: Pasquale Caiazzo
- Responsabile scouting: Francesco Zanardini[11]

Area comunicazione
- Responsabile: Mario Di Capua
- Ufficio stampa: Mattia Molinari

Area tecnica
- Direttore sportivo: Matteo Lovisa[12]
- Allenatore: Ignazio Abate
- Allenatore in seconda:
- Collaboratore tecnico: Paolo Carolei, Davide Di Grezia, Francesco Di Capua
- Preparatore atletico: Raffaele La Penna
- Preparatore dei portieri: Amedeo Petrazzuolo
- Match Analyst: Riccardo Carbone

Area marketing
- Ufficio marketing: Felice Biasco

## Rosa
Tratto dal sito ufficiale.

In  corsivo i giocatori ceduti a stagione in corso.
Rosa aggiornata al 24 luglio 2025
| N. |                   | Ruolo | Calciatore           |
| -- | ----------------- | ----- | -------------------- |
| 2  | Italia (bandiera) | D     | Danilo Quaranta      |
| 4  | Italia (bandiera) | D     | Marco Ruggero        |
| 6  | Italia (bandiera) | D     | Marco Bellich        |
| 8  | Italia (bandiera) | C     | Davide Buglio        |
| 10 | Italia (bandiera) | C     | Christian Pierobon   |
| 11 | Italia (bandiera) | A     | Kevin Piscopo        |
| 13 | Italia (bandiera) | D     | Matteo Baldi         |
| 14 | Italia (bandiera) | C     | Marco Meli           |
| 16 | Italia (bandiera) | P     | Alessandro Signorini |
| 17 | Italia (bandiera) | A     | Gregorio Morachioli  |
| 24 | Italia (bandiera) | D     | Marco Varnier        |
| 27 | Italia (bandiera) | A     | Leonardo Candellone  |

| N. |                   | Ruolo | Calciatore          |
| -- | ----------------- | ----- | ------------------- |
| 37 | Italia (bandiera) | C     | Fabio Maistro       |
| 55 | Italia (bandiera) | C     | Giuseppe Leone      |
| 80 | Italia (bandiera) | C     | Alessandro Louati   |
| 98 | Italia (bandiera) | C     | Nicola Mosti        |
|    | Italia (bandiera) | P     | Alessandro Confente |
|    | Italia (bandiera) | D     | Francesco D’Amore   |
|    | Italia (bandiera) | D     | Lorenzo Carissoni   |
|    | Italia (bandiera) | D     | Riccardo Spaltro    |
|    | Italia (bandiera) | C     | Simone Ceccarini    |
|    | Italia (bandiera) | A     | Pasquale Faccetti   |
|    | Italia (bandiera) | A     | Enrico Piovanello   |
|    | Italia (bandiera) | A     | Giacomo De Pieri    |

## Calciomercato

### Sessione estiva(dal 1º/7 al 30/8)
| Acquisti | Acquisti            | Acquisti            | Acquisti      |
| R.       | Nome                | da                  | Modalità      |
| -------- | ------------------- | ------------------- | ------------- |
| P        | Alessandro Confente | Vicenza             | definitivo    |
| D        | Francesco D’Amore   | Ascoli              | fine prestito |
| D        | Riccardo Spaltro    | Desenzano           | fine prestito |
| D        | Lorenzo Carissoni   | Cittadella          | prestito      |
| C        | Simone Ceccarini    | Palmese             | fine prestito |
| A        | Pasquale Faccetti   | Città di Sant'Agata | fine prestito |
| A        | Enrico Piovanello   | Trapani             | fine prestito |

| Cessioni         | Cessioni                  | Cessioni   | Cessioni                       |
| R.               | Nome                      | a          | Modalità                       |
| ---------------- | ------------------------- | ---------- | ------------------------------ |
| P                | Demba Thiam               | SPAL       | fine prestito                  |
| P                | Kristjan Matoševič        | Triestina  | fine prestito                  |
| D                | Yuri Rocchetti            | Cremonese  | fine prestito                  |
| D                | Patryk Peda               | Palermo    | fine prestito                  |
| D                | Niccolò Fortini           | Fiorentina | fine prestito                  |
| D                | Cristian Andreoni         | Crotone    | prestito                       |
| C                | Alberto Gerbo             |            | svincolato                     |
| A                | Lorenzo Sgarbi            | Napoli     | fine prestito                  |
| A                | Edgaras Dubickas          | Pisa       | fine prestito                  |
| A                | Andrea Adorante           | Venezia    | definitivo                     |
| Altre operazioni |                           |            |                                |
| R.               | Nome                      | a          | Modalità                       |
| D                | Romano Floriani Mussolini | Lazio      | controriscatto, 1,50 milioni € |
| C                | Elian Demirovic           | Primorje   | prestito                       |
| A                | Flavio Di Dio             | Casarano   | definitivo                     |

## Risultati

### Coppa Italia

#### Turni eliminatori
| Lecce 15 agosto 2025, ore 20:45 CEST Trentaduesimi | Lecce           | 2 – 0 referto | Juve Stabia | Stadio Via del mare\| Arbitro: \| Giuseppe Mucera \| |
| Arbitro:                                           | Giuseppe Mucera |               |             |                                                      |

## Statistiche

### Statistiche di squadra
Statistiche aggiornate al 20 agosto 2025
| Competizione | Punti | In casa | In casa | In casa | In casa | In casa | In casa | In trasferta | In trasferta | In trasferta | In trasferta | In trasferta | In trasferta | Totale | Totale | Totale | Totale | Totale | Totale | DR |
| Competizione | Punti | G       | V       | N       | P       | Gf      | Gs      | G            | V            | N            | P            | Gf           | Gs           | G      | V      | N      | P      | Gf     | Gs     | DR |
| ------------ | ----- | ------- | ------- | ------- | ------- | ------- | ------- | ------------ | ------------ | ------------ | ------------ | ------------ | ------------ | ------ | ------ | ------ | ------ | ------ | ------ | -- |
| Serie B      | -     | -       | -       | -       | -       | -       | -       | -            | -            | -            | -            | -            | -            | -      | -      | -      | -      | -      | -      | -  |
| Coppa Italia | -     | 0       | 0       | 0       | 0       | 0       | 0       | 1            | 0            | 0            | 1            | 0            | 2            | 1      | 0      | 0      | 1      | 0      | 2      | -2 |
| Totale       | -     | 0       | 0       | 0       | 0       | 0       | 0       | 1            | 0            | 0            | 1            | 0            | -2           | 1      | 0      | 0      | 1      | 0      | 2      | -2 |

### Andamento in campionato
| Giornata  | 1 | 2 | 3 | 4 | 5 | 6 | 7 | 8 | 9 | 10 | 11 | 12 | 13 | 14 | 15 | 16 | 17 | 18 | 19 | 20 | 21 | 22 | 23 | 24 | 25 | 26 | 27 | 28 | 29 | 30 | 31 | 32 | 33 | 34 | 35 | 36 | 37 | 38 |
| --------- | - | - | - | - | - | - | - | - | - | -- | -- | -- | -- | -- | -- | -- | -- | -- | -- | -- | -- | -- | -- | -- | -- | -- | -- | -- | -- | -- | -- | -- | -- | -- | -- | -- | -- | -- |
| Luogo     |   |   |   |   |   |   |   |   |   |    |    |    |    |    |    |    |    |    |    |    |    |    |    |    |    |    |    |    |    |    |    |    |    |    |    |    |    |    |
| Risultato |   |   |   |   |   |   |   |   |   |    |    |    |    |    |    |    |    |    |    |    |    |    |    |    |    |    |    |    |    |    |    |    |    |    |    |    |    |    |
| Posizione |   |   |   |   |   |   |   |   |   |    |    |    |    |    |    |    |    |    |    |    |    |    |    |    |    |    |    |    |    |    |    |    |    |    |    |    |    |    |

Fonte: Lega Serie B
Legenda:

Luogo: N = Campo neutro; C = Casa; T = Trasferta. Risultato: V = Vittoria; N = Pareggio; S = Sconfitta.
- = Turno di riposo.

### Statistiche dei giocatori
In  corsivo i giocatori ceduti a stagione in corso.
| Giocatore     | Serie B  | Serie B | Serie B     | Serie B    | Coppa Italia | Coppa Italia | Coppa Italia | Coppa Italia | Totale   | Totale | Totale      | Totale     |
| Giocatore     | Presenze | Reti    | Ammonizioni | Espulsioni | Presenze     | Reti         | Ammonizioni  | Espulsioni   | Presenze | Reti   | Ammonizioni | Espulsioni |
| ------------- | -------- | ------- | ----------- | ---------- | ------------ | ------------ | ------------ | ------------ | -------- | ------ | ----------- | ---------- |
| M. Baldi      | 0        | 0       | 0           | 0          | 0            | 0            | 0            | 0            | 0        | 0      | 0           | 0          |
| M. Bellich    | 0        | 0       | 0           | 0          | 0            | 0            | 0            | 0            | 0        | 0      | 0           | 0          |
| D. Buglio     | 0        | 0       | 0           | 0          | 0            | 0            | 0            | 0            | 0        | 0      | 0           | 0          |
| L. Candellone | 0        | 0       | 0           | 0          | 0            | 0            | 0            | 0            | 0        | 0      | 0           | 0          |
| L. Carissoni  | 0        | 0       | 0           | 0          | 0            | 0            | 0            | 0            | 0        | 0      | 0           | 0          |
| S. Ceccarini  | 0        | 0       | 0           | 0          | 0            | 0            | 0            | 0            | 0        | 0      | 0           | 0          |
| A. Cofente    | 0        | -0      | 0           | 0          | 0            | -0           | 0            | 0            | 0        | -0     | 0           | 0          |
| F. D’Amore    | 0        | 0       | 0           | 0          | 0            | 0            | 0            | 0            | 0        | 0      | 0           | 0          |
| P. Faccetti   | 0        | 0       | 0           | 0          | 0            | 0            | 0            | 0            | 0        | 0      | 0           | 0          |
| O. Garau      | 0        | 0       | 0           | 0          | 0            | 0            | 0            | 0            | 0        | 0      | 0           | 0          |
| G. Leone      | 0        | 0       | 0           | 0          | 0            | 0            | 0            | 0            | 0        | 0      | 0           | 0          |
| F. Maistro    | 0        | 0       | 0           | 0          | 0            | 0            | 0            | 0            | 0        | 0      | 0           | 0          |
| M. Meli       | 0        | 0       | 0           | 0          | 0            | 0            | 0            | 0            | 0        | 0      | 0           | 0          |
| G. Morachioli | 0        | 0       | 0           | 0          | 0            | 0            | 0            | 0            | 0        | 0      | 0           | 0          |
| N. Mosti      | 0        | 0       | 0           | 0          | 0            | 0            | 0            | 0            | 0        | 0      | 0           | 0          |
| C. Pierobon   | 0        | 0       | 0           | 0          | 0            | 0            | 0            | 0            | 0        | 0      | 0           | 0          |
| E. Piovanello | 0        | 0       | 0           | 0          | 0            | 0            | 0            | 0            | 0        | 0      | 0           | 0          |
| K. Piscopo    | 0        | 0       | 0           | 0          | 0            | 0            | 0            | 0            | 0        | 0      | 0           | 0          |
| D. Quaranta   | 0        | 0       | 0           | 0          | 0            | 0            | 0            | 0            | 0        | 0      | 0           | 0          |
| M. Ruggero    | 0        | 0       | 0           | 0          | 0            | 0            | 0            | 0            | 0        | 0      | 0           | 0          |
| A. Signorini  | 0        | -0      | 0           | 0          | 0            | -0           | 0            | 0            | 0        | -0     | 0           | 0          |
| R. Spaltro    | 0        | 0       | 0           | 0          | 0            | 0            | 0            | 0            | 0        | 0      | 0           | 0          |
| M. Varnier    | 0        | 0       | 0           | 0          | 0            | 0            | 0            | 0            | 0        | 0      | 0           | 0          |

## Giovanili

### Organigramma
Tratto dal sito ufficiale.
Area direttiva
- Responsabile: Saby Mainolfi
- Direttore Settore Giovanile: Roberto Amodio
- Segretario settore giovanile: Vincenzo Esposito
- Dirigente Responsabile Organizzativo: Lucio Provvisiero

Allievi Nazionali Under-17
- Allenatore: Michele Sacco
- Allenatore in seconda: Ciro Aveta
- Preparatore Portieri: Marco Borzillo

Primavera 3
- Allenatore: Pasquale Casale
- Allenatore in seconda: Giovanni Longobardi
- Preparatore atletico: Paride Piro
- Preparatore dei portieri: Aniello Esposito
- Team Manager: Alfonso Todisco

Allievi Nazionali Under-16
- Allenatore: Francesco Criscuoli
- Allenatore in seconda: Giorgio Brandi
- Preparatore Portieri: Latella Filippo

Under 19
- Allenatore: Giovanni Longobardi
- Team Manager: Alfonso Todisco

Giovanissimi Nazionali Under-15
- Allenatore: Eugenio Romano
- Allenatore in seconda: Giulio Giordano
- Preparatore Portieri: Aldo Caiazza